# Sattelfleck

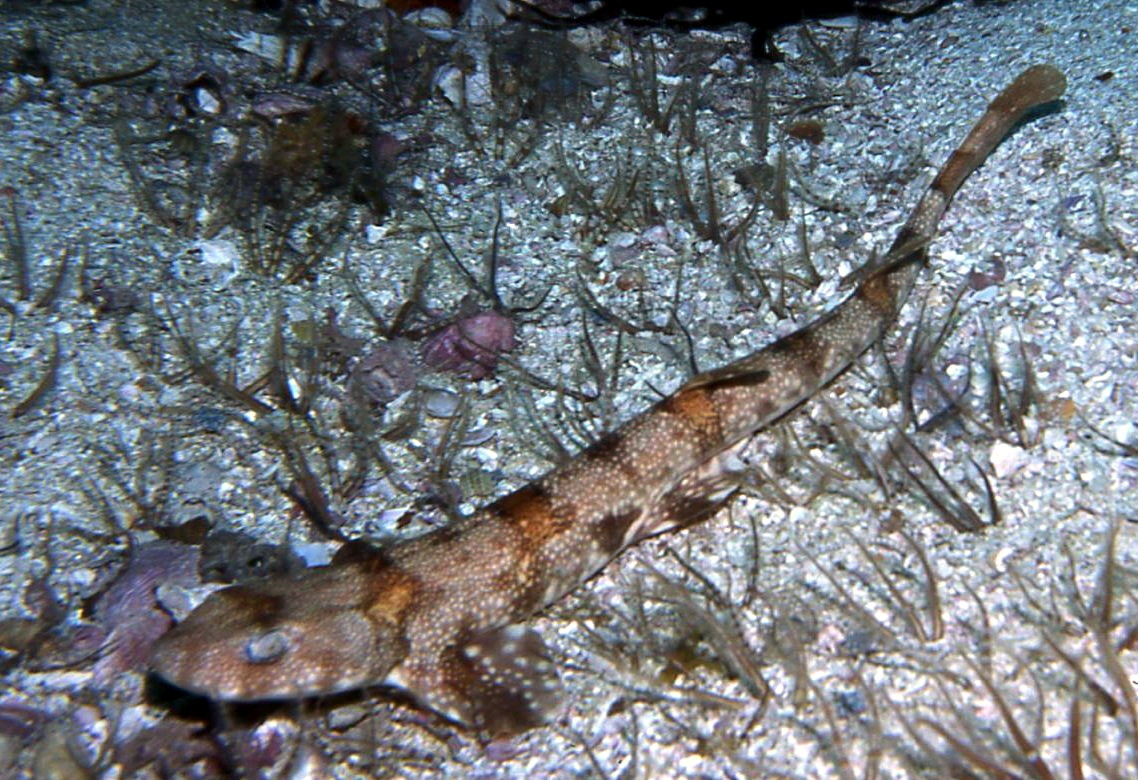
Puffotter-Katzenhai mit auffälligen Sattelflecken

Ein Sattelfleck ist ein Zeichnungsmuster bei Tieren, bei dem sich ein dunklerer (selten auch hellerer) Fleck wie ein Reitsattel oder eine Schabracke über den Rücken und beide Körperseiten zieht, ohne dass er sich auf der Bauchseite zu einem Ring schließt.
Sattelflecken kennt man besonders von den Zeichnungen der Wirbeltiere, beispielsweise verschiedener Fische und Schlangen. Bei Haien sind solche Flecken oft ausgebildet, besonders häufig bei den Arten der Bambushaie und Katzenhaie  z. B. beim Puffotter-Katzenhai (Haploblepharus edwardsii). Der Sattelfleck-Anemonenfisch (Amphiprion polymnus), der Sattel-Spitzkopfkugelfisch (Canthigaster valentini), der Schwarzsattel-Feilenfisch (Paraluteres prionurus) und die Sattelfleck-Borneoschmerle (Homaloptera orthogoniata) sowie viele andere Süßwasser- und Meeresfische haben ihre deutschsprachigen Bezeichnungen von diesem Merkmal.

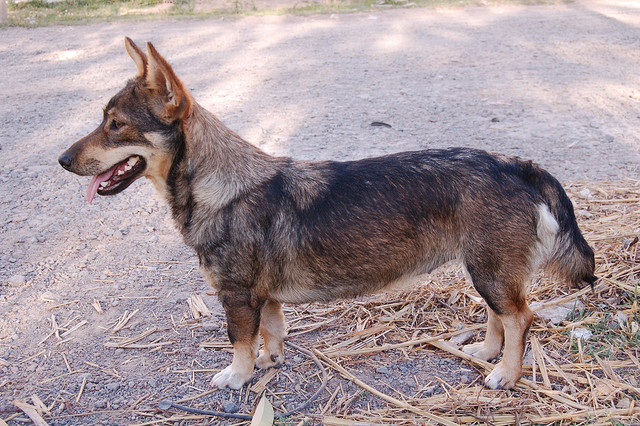
Mischlingshund mit Sattelfleck durch Genotyp aw aw auf dem Agouti-Locus

Zu den Schlangen, bei denen die Form der Sattelflecken zur Bestimmung von Arten und Unterarten herangezogen werden kann, zählen die Boa constrictor und die Pythons.
Auffällig sind solche Sattelflecken bei den Säugetieren, beispielsweise bei manchen Caniden wie dem Schabrackenschakal, aber auch beim Schabrackentapir, der seinen Namen diesem Merkmal verdankt. Besonders helle Sattelflecken sind für die Widder vieler Gruppen der Mufflons typisch, bei denen sie ebenfalls manchmal Schabracken genannt werden. Bei den Hausschafrassen geht aus dem Vorhandensein dieses Merkmals die genetische Verwandtschaft mit bestimmten Gruppen der Wildschafe hervor. Auch bei anderen Haustierrassen gehört diese Zeichnung zu den wichtigen Rassemerkmalen, beispielsweise beim Angler Sattelschwein.